# Hugo Demartini
Hugo Demartini (11. července 1931 Praha – 15. září 2010 Sumrakov) byl český sochař.

## Život
V letech 1949–1954 absolvoval Akademii výtvarných umění v Praze, kde v 90. letech (do roku 1996) vedl ateliér.
Patřil do tzv. české konstruktivistické školy, stal se jedním z protagonistů neokonstruktivismu.
Zemřel roku 2010. Pohřben byl na Olšanských hřbitovech.